# Montefiore-Tafelaufsatz

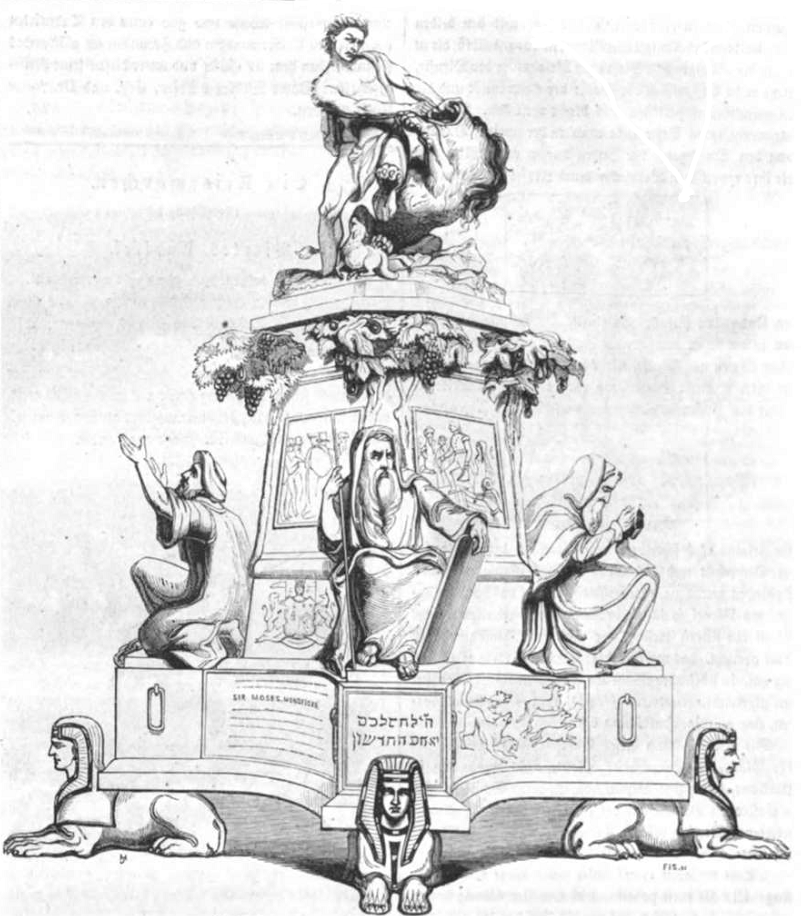
Zeichnung des Tafelaufsatzes in der Illustrirten Zeitung vom 15. Juli 1843

Der Montefiore-Tafelaufsatz ist ein Ehrengeschenk, das der jüdische Engländer Moses Montefiore anlässlich seiner erfolgreichen Vermittlung in der Damaskusaffäre erhielt.
Der Tafelaufsatz wurde Montefiori am 27. März 1841 in seiner Londoner Wohnung in der Park Lane vom Board of Deputies of British Jews überreicht, dessen Präsident er ab 1835 mit mehreren Unterbrechungen war. Der Tafelaufsatz wurde auf der Great Exhibition von 1851 und der Anglo-Jewish Exhibition 1887 ausgestellt und befindet sich heute im Victoria and Albert Museum in London. Im Katalog der Montefiore Collections trägt er die Nummer 02786.

## Hintergrund
Montefiore reiste 1840 mit dem Franzosen Cremieux und weiteren Delegierten nach Konstantinopel, Damaskus und Alexandrien, um mit dem ägyptischen Gouverneur Muhammad Ali Pascha und dem osmanischen Sultan Abdul Medschid in der Damaskusaffäre zu vermitteln. Anlass war das Verschwinden des Ordenspriesters Thomas, eines Franziskaners, für dessen Tod die türkische Justiz mehrere Juden der Stadt beschuldigte. Montefiore und der Advokat Cremieux waren zu einer unabhängigen Untersuchung des Vorfalls angereist, um die Unschuld der Angeklagten zu beweisen, was ihnen erfolgreich gelang. Als Folge erließ Abdul Medschid einen Ferman, der alle gegen Juden gerichtete Maßregeln aufhob und ihnen dieselben Rechte zusicherte wie den Anhängern anderer Religionen.

## Beschreibung
Der Tafelaufsatz ist eine Art pyramidenförmiges Denkmal von 31⁄2 Fuß Höhe und einem Gewicht von 1319 Unzen Silber (37,4 kg). Er wurde von Sir George Hayter entworfen, Edward Baillie führte die Skulpturarbeiten aus, der Guss stammt von Mortimer und Hunt.
Der Tafelaufsatz ist vierseitig und ruht auf einem breiten, viereckigen Fußgestell. Auf dem Sockel, der den Hauptteil bildet, erhebt sich eine Statue König Davids, die ein Lamm dem Rachen eines Löwen entreißt. Die Figur versinnbildlicht die biblische Erzählung im 17. Kapitel des 1. Buches Samuel und steht für die Befreiung der Unschuld und der Überwindung von gewaltsamer Unterdrückung. Der Sockel zeigt auf jeder Seite ein Basrelief, wogegen an den Ecken verschiedene Figuren sitzen oder knien. Die Reliefs zeigen Szenen von Montefiores Reise: die Landung in Ägypten in einem Boot mit seinen Begleitern Loewe, Madden und  Wire, die Audienz beim Sultan, die Bewilligung des Fermans, die Befreiung der Gefangenen und deren Danksagung. Bei dieser vierten Darstellung ist Montefiore als Vizeleutnant einer englischen Grafschaft uniformiert, die Gefangenen werfen sich dankend zu seinen Füßen, während er gen Himmel zeigt, dem der eigentliche Dank gebühren soll.
Die Figuren an den Ecken sind aus Silber gearbeitet und zeigen Mose (mit den Gesetztafeln) und Esra (eine Pergamentrolle lesend). Die anderen beiden zeigen zwei Juden aus Damaskus, von denen einer in Ketten gelegt ist und der andere mit gebrochenen Fesseln Mose für die Befreiung des jüdischen Volkes dankt. Über den Köpfen hängen Weinstöcke und Feigenblätter, unter den Füßen sind erläuternde hebräische Verse angebracht. An den Grundseiten des Sockels finden sich vier weitere Darstellungen: die Durchquerung des Roten Meeres, Löwen und Wölfe, die Lämmer verschlingen, aber auch eine Szene aus dem Buch Jesaja, in der diese mit anderen Tieren friedlich nebeneinander liegen (Jes 65,25 ). Die vierte Grundseite trägt dagegen eine längere Inschrift, darüber befindet sich ein Wappen, das sich aus dem Familienwappen von Moses Montefiore und den Schildhaltern des Königlichen Wappens (Löwe und Einhorn) zusammensetzt. Die Schildhalter dürfen nur mit dem Einverständnis vom britischen Königshaus verwendet werden. Der gesamte Tafelaufsatz steht auf vier liegenden Sphingen, das Land Ägypten symbolisierend, in dem die Israeliten gefangen gehalten wurden.